# SK-1宇宙服

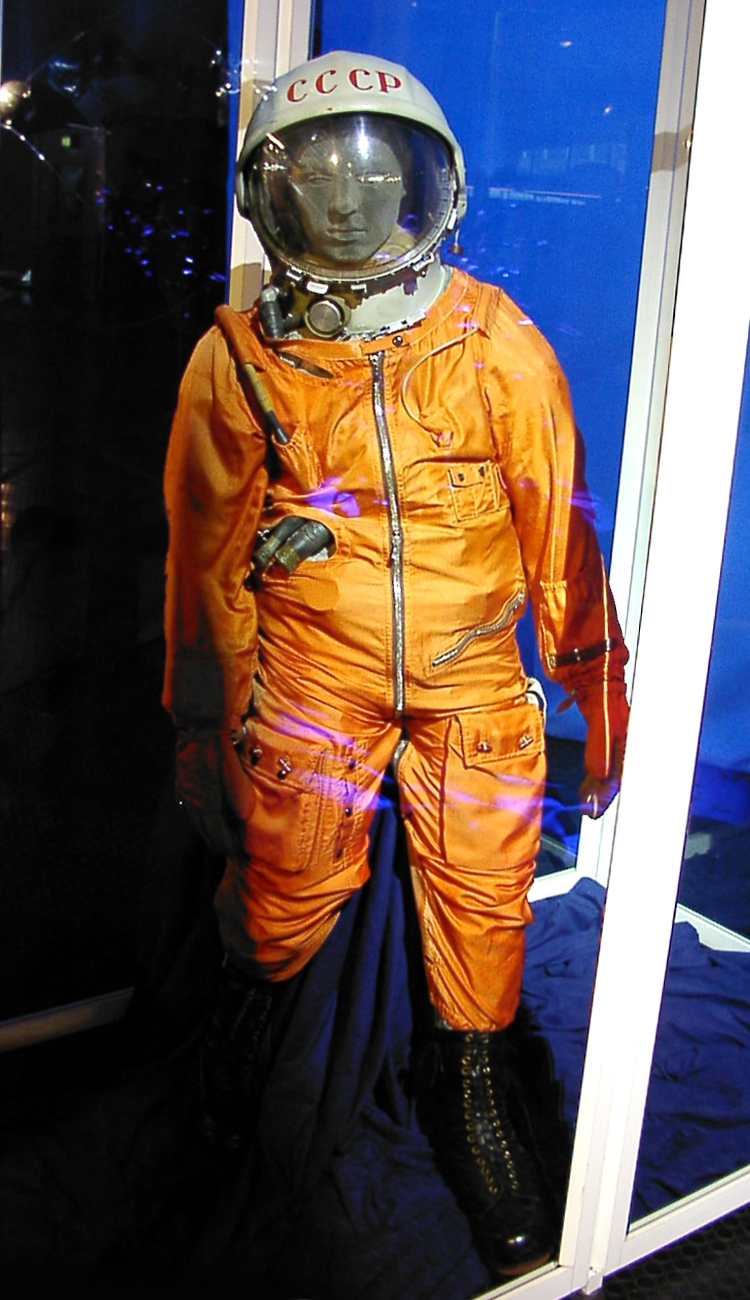
SK-1宇宙服

SK-1宇宙服（ロシア語:Скафандр Космическийスカファンドル・カスミチスキー）は旧ソ連の宇宙服で、ユーリイ・ガガーリンのために開発された。ボストーク1号による世界初の有人宇宙飛行に成功した後、SKシリーズの宇宙服はボストーク宇宙船による他のフライトにも使用された。使用期間は1961年から1963年。
ソコルSK-1ともいう。

## SK-2
ほぼSK-1と同設計だが、女性用に開発された。ボストーク6号ミッションに使用された。

## 性能
- 製造: NPP ズヴェズダ

- 使用ミッション: ボストーク1号から6号

- 用途: 船内活動（IVA）、および射出（高度8 kmまでの射出に対応）[1]

- 運用時の圧力: 270 hPa から 300 hPa[1]

- 服の重量: 20 kg[1]

- 主生命維持システム: 宇宙機が提供